# نیترن

ساختار عمومی گروه نیترن

نیترن(به انگلیسی: Nitrene) در شیمی آلی یک آنالوگ نیتروژن از کاربن است.اتم نیتروژن شامل ۶ اتم ظرفیت است در نتیجه به عنوان یک ماده الکترون دوست در نظر گرفته می‌شود و همچنین در بسیاری از واکنش‌های شیمیایی به عنوان ماده واسط به وجود می‌آید.